# 张心欢
张心欢（英語：Teo Sim Hua，1943年—2023年1月11日），新加坡象棋棋手，首届世锦赛女子冠军，国际特级大师。

## 生平
张心欢曾于1980年至1988年间连获五届亚洲象棋锦标赛亚军。1990年，她在新加坡举办的第一届世界象棋锦标赛中以2分的优势领先中国棋手黄玉莹夺得女子冠军。次年，她又在昆明举办的第二届世锦赛中摘得亚军。2003年，获亚洲象棋名手邀请赛（现名亚洲象棋个人锦标赛）亚军。2007年，获第二届亚洲室内运动会象棋女子个人铜牌。
张心欢于2023年1月11日病逝，终年81岁。